# Dalbergia madagascariensis
Dalbergia madagascariensis är en ärtväxtart som beskrevs av Wilhelm Vatke. Dalbergia madagascariensis ingår i släktet Dalbergia, och familjen ärtväxter. IUCN kategoriserar arten globalt som sårbar.

## Underarter
Arten delas in i följande underarter:
- D. m. antongilensis
- D. m. madagascariensis
- D. m. poolii